# 滨海贝唐库尔
滨海贝唐库尔（法語：Béthencourt-sur-Mer，法語發音：[betɑ̃kuʁ syʁ mɛʁ]）是法国上法蘭西大區索姆省的一个市镇，属于阿布维尔区。

## 地理
滨海贝唐库尔（50°4'41"N, 1°30'12"E）面积2.95 平方千米，位于法国上法蘭西大區索姆省，该省份为法国北部沿海省份，北起加来海峡省和北部省，西接滨海塞纳省和大西洋英吉利海峡，南至瓦兹省，东临埃纳省。
与滨海贝唐库尔接壤的市镇（或旧市镇、城区）包括：伊藏格雷梅尔、阿勒奈、梅讷利、圣康坦-拉莫特-克鲁瓦欧巴伊、蒂利。

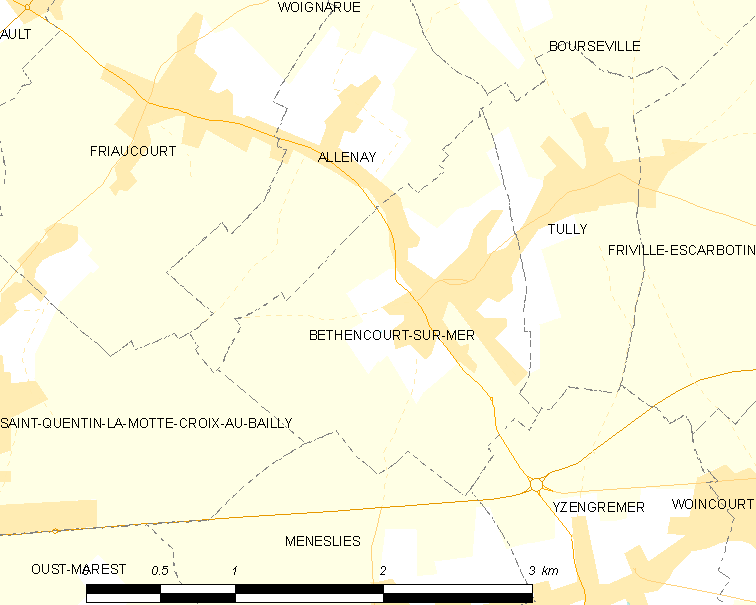
滨海贝唐库尔的OSM定位图

滨海贝唐库尔的时区为UTC+01:00、UTC+02:00（夏令时）。

## 行政
滨海贝唐库尔的邮政编码为80130，INSEE市镇编码为80096。

## 政治
滨海贝唐库尔所属的省级选区为弗里维尔-埃斯卡博坦县。

## 人口

1962-2008年间滨海贝唐库尔人口变化图示

滨海贝唐库尔于2022年1月1日时的人口数量为897人。